# 패트릭 맥니
대니얼 패트릭 맥니(영어: Daniel Patrick Macnee, 1922년 2월 6일~2015년 6월 25일)는 잉글랜드의 배우이다.

## 출연 작품
- 어벤저